# Jean-Luc Grootjans
Jean-Luc Grootjans is een gastpersonage uit de televisiereeks F.C. De Kampioenen. Grootjans wordt gespeeld door Fred Van Kuyk. Hij was een vast gastpersonage tussen 2003 en 2011, en in 2013 in de film. In reeks 8 (1997) dook Van Kuyk echter ook al eens op, eveneens als Jean-Luc.

## Personage
Jean-Luc Grootjans is de eigenaar van een vleesverwerkend bedrijf en tevens voorzitter van voetbalclub "De Schellekens", een voetbalclub waar FC De Kampioenen het af en toe tegen opnemen.
Hij is een goede vriend van burgemeester Freddy en de vijand van Balthazar Boma aan wie hij ooit een (geweldige) spits (met een gewelddadige familie) verkocht: Julien.
Grootjans is ook de baas van Willeke (Sandrine André). Zij werkt in de kantine van "De Schellekens". Marc Vertongen was enige tijd in dienst bij haar als kok. Willeke liet toen al duidelijk uitschijnen dat ze een boontje had voor hem, wat later nogmaals bleek toen ze hem wilde verleiden.
Jean-Luc Grootjans speelt ieder jaar kerstman voor de middenstandsbond. In reeks 18 brak hij echter zijn been en werd hij vervangen door Freddy Van Overloop.
Jean-Luc had ook een radiozender, Radio Figaro. In reeks 18 brandde dankzij Marc de studio uit. De radiozender heeft ook meer marktaandeel dan de radiozender van Boma, Radio Hallo.
Het personage keert ook terug in de eerste film.

## Afleveringen
- Reeks 8, Aflevering 2: Café zonder bier (1997)
- Reeks 13, Aflevering 8: Keeper gezocht (2003)
- Reeks 15, Aflevering 5: Zware Julien (2005)
- Reeks 15, Aflevering 10: Het lied (2005)
- Reeks 16, Aflevering 10: Voedselvergiftiging (2006)
- Reeks 17, Aflevering 3: Spaghetti championaise (2006)
- Reeks 18, Aflevering 2: Ho ho ho (2007)
- Reeks 18, Aflevering 3: What's new Pussycat? (2007)
- Reeks 19, Aflevering 4: Vraag het aan Vertongen (2009)
- Reeks 19, Aflevering 11: De Boma Boulevard (2009)
- Reeks 20, Aflevering 2: Kop van jut (2009)
- Reeks 20, Aflevering 11: Ronaldinho en Julia (2010)
- Reeks 21, Aflevering 12: Wodka (2011)
- Reeks 21, Aflevering 13: De mooiste dag (2011)

## Uiterlijke kenmerken
- Pak
- Grijs haar
- Kleine grijze snor
- Mollig persoon
- Vaak cowboyhoed

## Familie
- Jean-Luc Grootjans heeft een dochter genaamd Julie Grootjans (gespeeld door Margot De Ridder). Zij had kortstondig een relatie met Ronald Decocq.